# 39 Pułk Armat Polowych (austro-węgierski)
Pułk Armat Polowych Nr 39 (FKR. 39) – pułk artylerii polowej cesarskiej i królewskiej Armii.
W 1914 roku pułk stacjonował w Varaždinie (niem. Warasdin) na terytorium 13 Korpusu, który był jego okręgiem uzupełnień. Pułk wchodził w skład 13 Brygady Artylerii Polowej, a pod względem taktycznym był podporządkowany komendantowi 7 Dywizji Piechoty.
Swoje święto pułk obchodził 19 sierpnia w rocznicę zajęcia Sarajewa w 1878 roku.

## Komendanci pułku
- ppłk Josef Müller von Müllenegg (1914[2])